# BMW E85
La BMW E85 è la prima generazione della BMW Z4, un'autovettura roadster a due posti prodotta dalla casa automobilistica tedesca BMW dal 2002 al 2008. È stata proposta anche come coupé e in questo caso la sigla era E86.

## Profilo e storia

### Genesi e debutto
Per l'erede della Z3, la Casa di Monaco pensò ad un modello che andasse a porsi leggermente più in alto rispetto al modello uscente, sia come dimensioni che come contenuti e come dinamica di guida. Per questo si scelse di battezzare la nuova roadster come Z4 anziché ancora Z3. Fu come sempre l'équipe di Chris Bangle, all'epoca responsabile del design BMW, a tracciare le linee della nuova roadster, per la quale si volle un design di rottura, che non fosse vagamente rétro come la Z3, ma proiettata verso il futuro con linee inedite. Anche tale rottura stilistica servì a giustificare il cambio di denominazione tra il modello uscente e quello in fase di sviluppo.
La presentazione della E85 avvenne nell'autunno del 2002 al Salone di Parigi: subito dopo la chiusura della kermesse parigina, la commercializzazione venne avviata dapprima negli Stati Uniti, mentre in Europa sarebbe arrivata solo nel marzo del 2003. La prima generazione della Z4 venne assemblata negli stabilimenti statunitensi di Spartanburg, nel South Carolina, dove negli anni a venire sarebbero stati assemblati anche i SUV BMW di media e grossa taglia.

### Design esterno ed interno

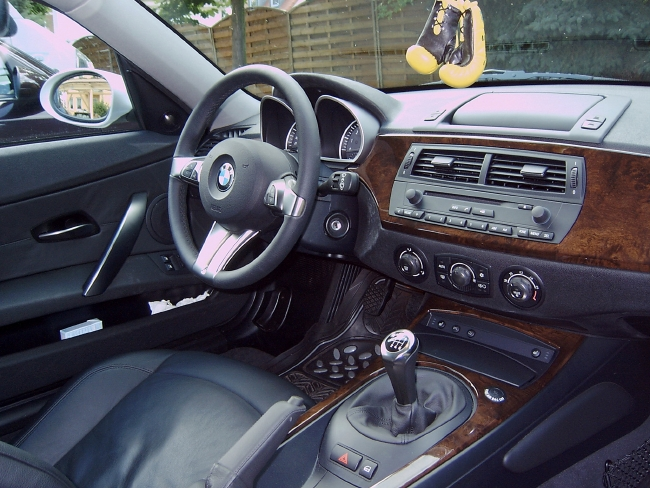
Interni di una Z4

Chris Bangle con i suoi collaboratori operò sulla Z4 E85 una svolta stilistica quanto mai decisa rispetto a quanto visto sulla Z3: tolti gli sfoghi d'aria laterali e le morbide linee del corpo vettura, la linea risultò caratterizzata da tagli netti e da un mix di linee tese e curve, secondo lo stile del designer. Più lunga della Z3 di circa 9 cm e più larga di 4 cm, la Z4 E85 riuscì ad offrire leggermente più spazio per gli occupanti, grazie anche ai 5 cm in più di passo. L'impostazione da roadster ad abitacolo arretrato trova nella Z4 E85 un'enfasi ancora maggiore che non nella Z3, quest'ultima già di per sé un esempio lampante di roadster. Molti dei temi stilistici utilizzati nella E85 furono ripresi dalla concept X Coupé, in molti punti addirittura estremizzati più nel modello di serie che nella concept che l'ha ispirato. Meno visibile forse nel frontale, pur caratterizzato anch'esso da un efficace contrasto fra spigoli e curve, dove comunque spiccava la nota calandra a doppio rene fra i due gruppi ottici affilati sul lato interno e arrotondati sul lato esterno. Più suggestiva la fiancata, con due vistose nervature, una longitudinale nella zona sottoporta ed una quasi verticale sul parafango anteriore che andava a intersecare il logo BMW. Quest'ultimo  fra l'altro integrava in sé anche l'indicatore di direzione laterale. La coda era a sua volta caratterizzata da una gobba integrata nello sportello del bagagliaio, più due gruppi ottici tondeggianti verso l'esterno e spigolosi verso l'interno. L'abitacolo proponeva una piccola rivoluzione, peraltro già anticipata l'anno prima con il lancio della nuova Serie 7, vale a dire il cockpit non più rivolto verso il guidatore ma allineato con la plancia sul lato passeggero. Il bagagliaio era leggermente più capiente rispetto a quello della Z3, con 240 litri di capacità anziché 165.

### Struttura, meccanica e motori
Nel progettare la Z4 E85, i tecnici BMW prestarono molta cura all'irrigidimento della struttura in acciaio, aggiungendo rinforzi sotto il motore, sui montanti, sul pianale e dietro i sedili. Ciò permise di ottenere una rigidità torsionale due volte e mezzo superiore a quella della Z3, un fatto questo che rese la E85 più sicura, ma anche più reattiva nella guida sportiva. Il pianale utilizzato era derivato da quello della contemporanea Serie 3, il cui passo venne accorciato di ben 23 cm. Una delle novità di maggior spicco introdotte dall Z4 E85 fu però rappresentata dal servosterzo elettrico, al suo debutto su una BMW. Il resto della meccanica telaistica prevedeva un avantreno di tipo MacPherson ed un retrotreno multilink con braccio longitudinale a quadrilateri trasversali. L'impianto frenante era a quattro dischi autoventilanti. La E85 si distingue da altri analoghi modelli per la divisione del peso (il 49% del peso totale grava sulla parte anteriore della vettura, mentre il 51 percento sulla parte posteriore) qualità che la rende particolarmente agile nell'inserimento in curva e nella guida sportiva su percorsi tortuosi. Tale caratteristica vale sia per la versione roadster sia per la coupé.
In principio le motorizzazioni della nuova BMW erano solo due, entrambe a 6 cilindri:
- 2.5i: unità M54 da 2494 cm³ con potenza massima di 192 CV;
- 3.0i: unità M54 da 2979 cm³ con potenza massima di 231 CV.

La versione meno ricca era dotata di cambio manuale a 5 marce, mentre la seconda era provvista di cambio sempre manuale, ma a 6 marce.

### Evoluzione
Già al Salone di Francoforte del 2003 fu lanciata una versione con motorizzazione da 2.2 litri, precisamente 2171 cm³, in grado di erogare 170 CV di potenza massima. Un anno e mezzo dopo, nel mese di aprile del 2005, fu invece lanciata la Z4 2.0, con motore da 1995 cm³ e 150 CV di potenza massima a 6200 giri/min.
All'inizio del 2006 vennero apportati leggeri aggiornamenti stilistici, in particolare i gruppi ottici posteriori sono stati rivisti mentre la gamma motori conobbe significativi aggiornamenti. Più in dettaglio, il motore 2.5 venne sostituito da due nuove unità: la nuova Z4 2.5i venne dotata di un nuovo motore 2.5, ma depotenziato fino a 177 CV, mentre la nuova Z4 2.5si vide la potenza dello stesso nuovo motore salire fino a 218 CV. Il motore da 3 litri venne rimpiazzato da una nuova unità da 2996 cm³ con potenza massima di 265 CV. Fu introdotto anche un nuovo tipo di trasmissione, denominata SportAutomatic.

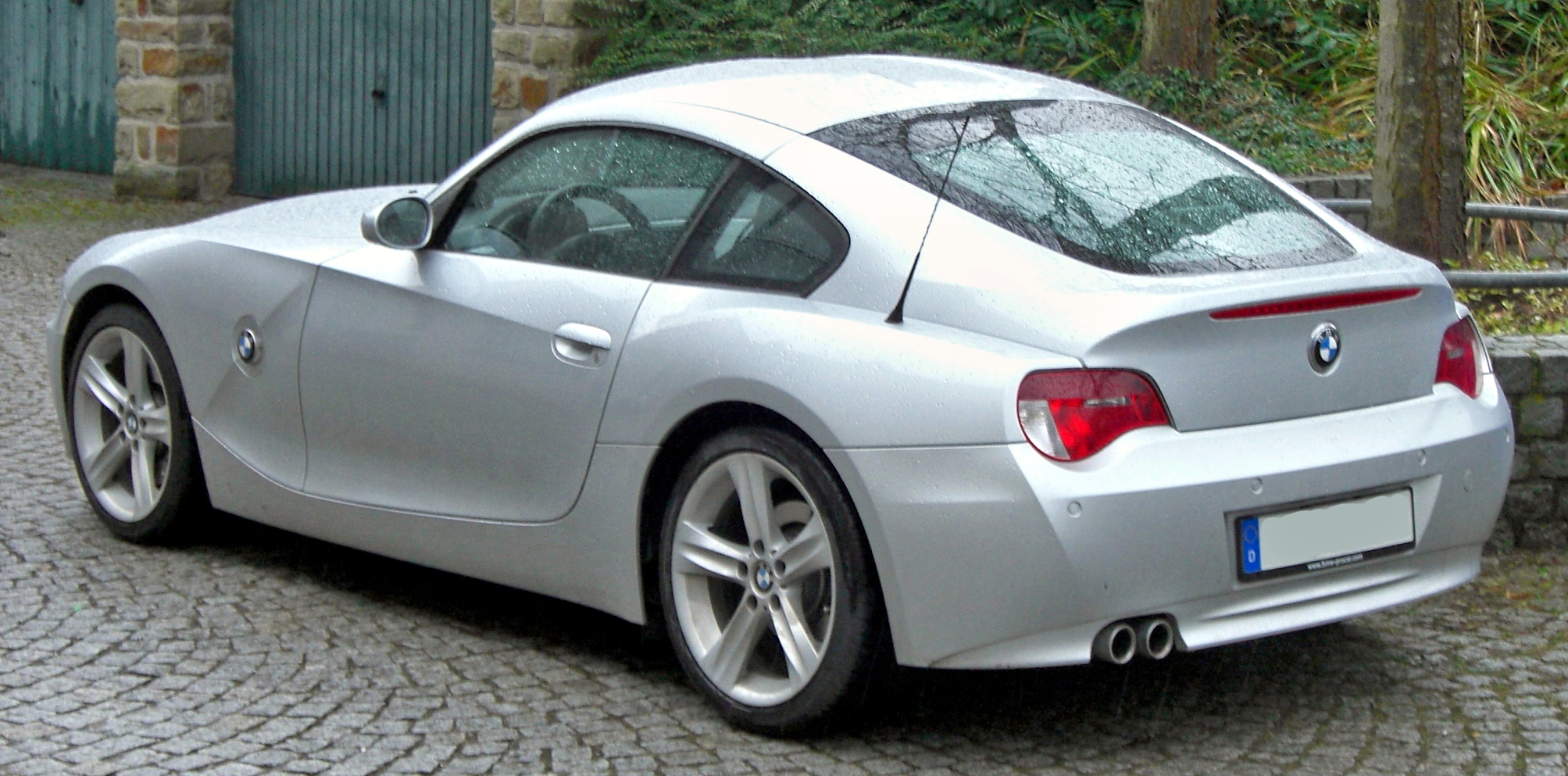
La Z4 Coupé del 2006

L'aggiornamento d'inizio 2006 fu anche l'occasione per lanciare la top di gamma, ossia la Z4 M Roadster, dotata del motore da 3246 cm³ della M3 E46, in grado di raggiungere i 343 CV di potenza massima. L'altra grossa novità di quel periodo fu la Z4 Coupé (sigla di progetto E86), versione chiusa della Z4, che fino a quel momento era stata prodotta solo come roadster. Con questo modello, mostrato per la prima volta come concept car al salone automobilistico di Francoforte del 2004, la casa mostrò di voler chiudere con il passato: rispetto alla sfortunata Z3 Coupé dotata di portellone tipo "hatchback", la Z4 Coupé propose un classico lunotto inclinato. Aumentò anche la capacità del bagaglio che salì fino a 300 litri. La Z4 Coupé fu resa disponibile solo con le due motorizzazioni di punta, vale a dire il 3.0 da 265 CV e la versione M equipaggiata dal 3.2 litri da 343 CV. La prima serie della Z4 rimase l'unica ad essere stata proposta anche come coupé.
Al successo della versione roadster, forte dei suoi oltre 180 000 esemplari prodotti, si contrappose invece il nuovo insuccesso della versione coupé, prodotta in neppure 18 000 esemplari. Nell'agosto del 2008 le ultime Z4 E85 uscirono dagli stabilimenti di Spartanburg, ma le vendite di questa prima generazione proseguirono fino al mese di febbraio del 2009. A quel punto la Z4 E85, ossia la prima serie, fu sostituita dalla nuova serie, siglata E89.

## Riepilogo caratteristiche
Di seguito vengono riepilogate le caratteristiche relative alla gamma della prima generazione della Z4. I prezzi riportati sono in euro e si riferiscono al momento del debutto nel mercato italiano:
| BMW Z4 E85/E86 (2002-08)                            |             |        |            |                |               |                    |                    |              |                     |                    |                       |                    |                  |
| Modello                                             | Carrozzeria | Motore | Cilindrata | Potenza CV/rpm | Coppia Nm/rpm | Cambio/ N°rapporti | Massa a vuoto (kg) | Velocità max | Acceler. 0–100 km/h | Consumo (l/100 km) | Emissioni CO2/ (g/km) | Anni di produzione | Prezzo all'epoca |
| Z4 2.0i                                             | Roadster    | N46B20 | 1995       | 150/6200       | 200/3600      | Manuale 6 marce1   | 1.220              | 220          | 8"2                 | 7,5                | 181                   | 04/2005-09/2008    | 32.451           |
| Z4 2.2i                                             | Roadster    | M54B22 | 2171       | 170/6100       | 210/3500      | Manuale 5 marce    | 1.250              | 225          | 7"7                 | 8,8                | 226                   | 09/2003-05/2005    | 34.151           |
| Z4 2.5i                                             | Roadster    | N52B25 | 2497       | 177/5800       | 230/3500      | Manuale 6 marce    | 1.260              | 229          | 7"1                 | 8,3                | 197                   | 01/2006-09/2008    | 35.101           |
| Z4 2.5i                                             | Roadster    | M54B25 | 2494       | 192/6000       | 245/3500      | Manuale 5 marce    | 1.270              | 235          | 7"0                 | 8,9                | 197                   | 02/2003-01/2006    | 37.251           |
| Z4 2.5si                                            | Roadster    | N52B25 | 2497       | 218/6500       | 250/2750      | Manuale 6 marce    | 1.285              | 240          | 6"5                 | 8,4                | 202                   | 01/2006-09/2008    | 38.601           |
| Z4 3.0i                                             | Roadster    | M54B30 | 2979       | 231/5900       | 300/3500      | Manuale 6 marce    | 1.290              | 250          | 5"9                 | 9,1                | 221                   | 12/2002-12/2005    | 37.251           |
| Z4 3.0si                                            | Roadster    | N52B30 | 2996       | 265/6600       | 315/2750      | Manuale 6 marce    | 1.310              | 250          | 5"7                 | 8,6                | 207                   | 03/2006-09/2008    | 43.500           |
| Z4 3.0si                                            | Coupé       | N52B30 | 2996       | 265/6600       | 315/2750      | Manuale 6 marce    | 1.320              | 250          | 6"0                 | 8,9                | 213                   | 03/2006-09/2008    | 42.000           |
| Z4 M                                                | Roadster    | S54B32 | 3246       | 343/7900       | 365/4900      | Manuale 6 marce    | 1.410              | 250          | 5"0                 | 12,1               | 292                   | 03/2006-09/2008    | 61.500           |
| Z4 M                                                | Coupé       | S54B32 | 3246       | 343/7900       | 365/4900      | Manuale 6 marce    | 1.495              | 250          | 5"0                 | 12,1               | 292                   | 03/2006-09/2008    | 60.000           |
| Note: 1Manuale a 5 marce per alcuni mercati europei |             |        |            |                |               |                    |                    |              |                     |                    |                       |                    |                  |

## Le altreZ4 E85

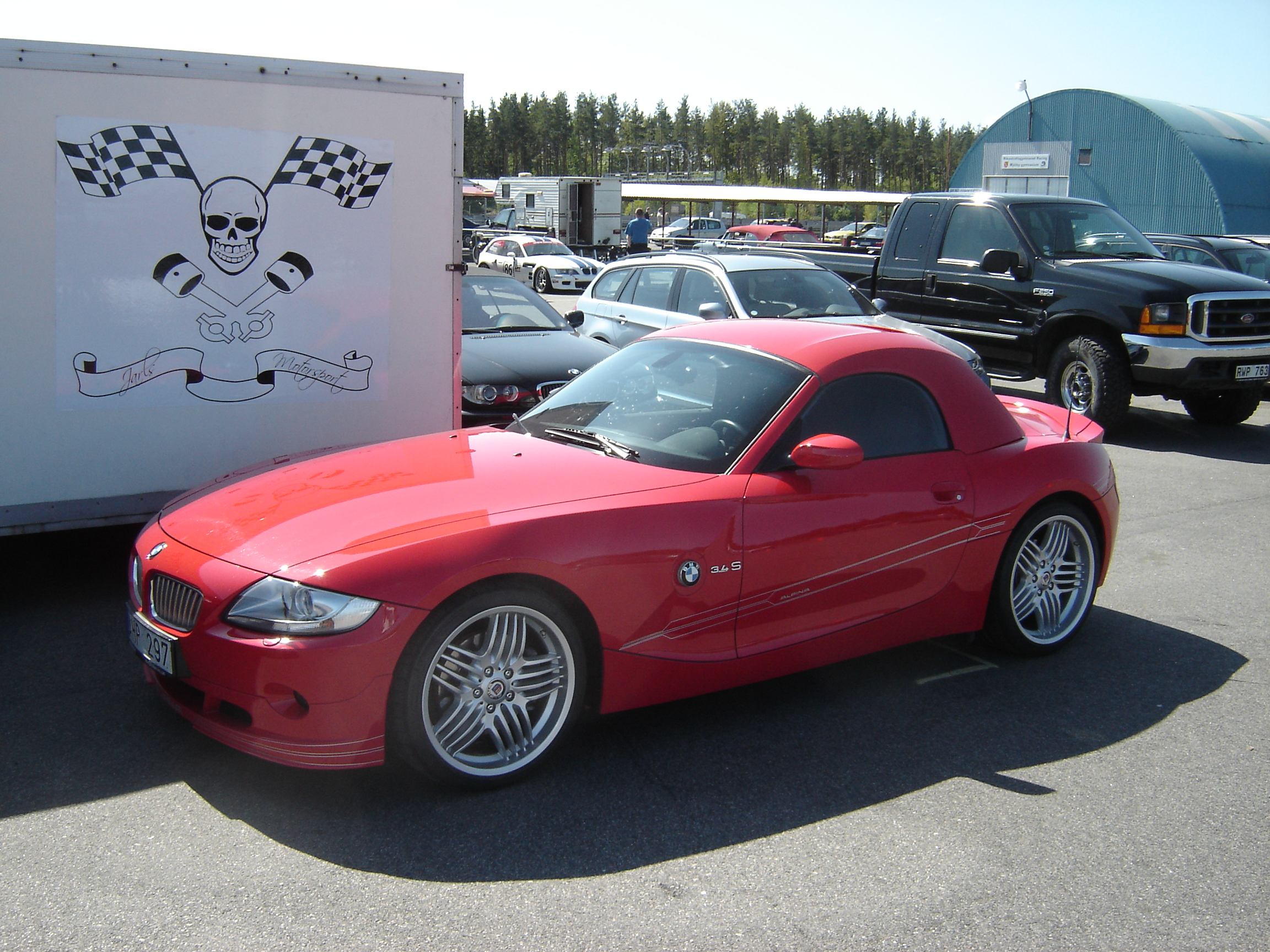
L'Alpina Roadster S

### Alpina Roadster S
Nel 2003, la Alpina rilasciò un modello ad alte prestazioni della Z4 E85, la Roadster S. La vettura era dotata di un propulsore da 3346 cm³ della potenza di 300 CV. L'intero veicolo è stato alleggerito fino ad arrivare a pesare 1320 kg. Così configurata, la Roadster S arriva ad ottenere un rapporto peso/potenza di 4,4 kg/CV. La velocità massima raggiungibile dalla vettura in configurazione standard con capote in tela era di 265 km/h, ma l'inserimento dell'hard-top permetteva all'auto di raggiungere una punta di 270 km/h. Per garantire un'adeguata stabilità alla vettura anche ad elevate velocità, lo sportello posteriore venne ridisegnato in modo da integrare uno spoiler perfettamente raccordato con la linea della coda. La produzione della Roadster S cominciò nel luglio del 2003 presso la fabbrica di Buchloe, per terminare nel dicembre del 2005. In totale furono 343 gli esemplari di Roadster S prodotti.

### BMW Mille Miglia Coupé Concept

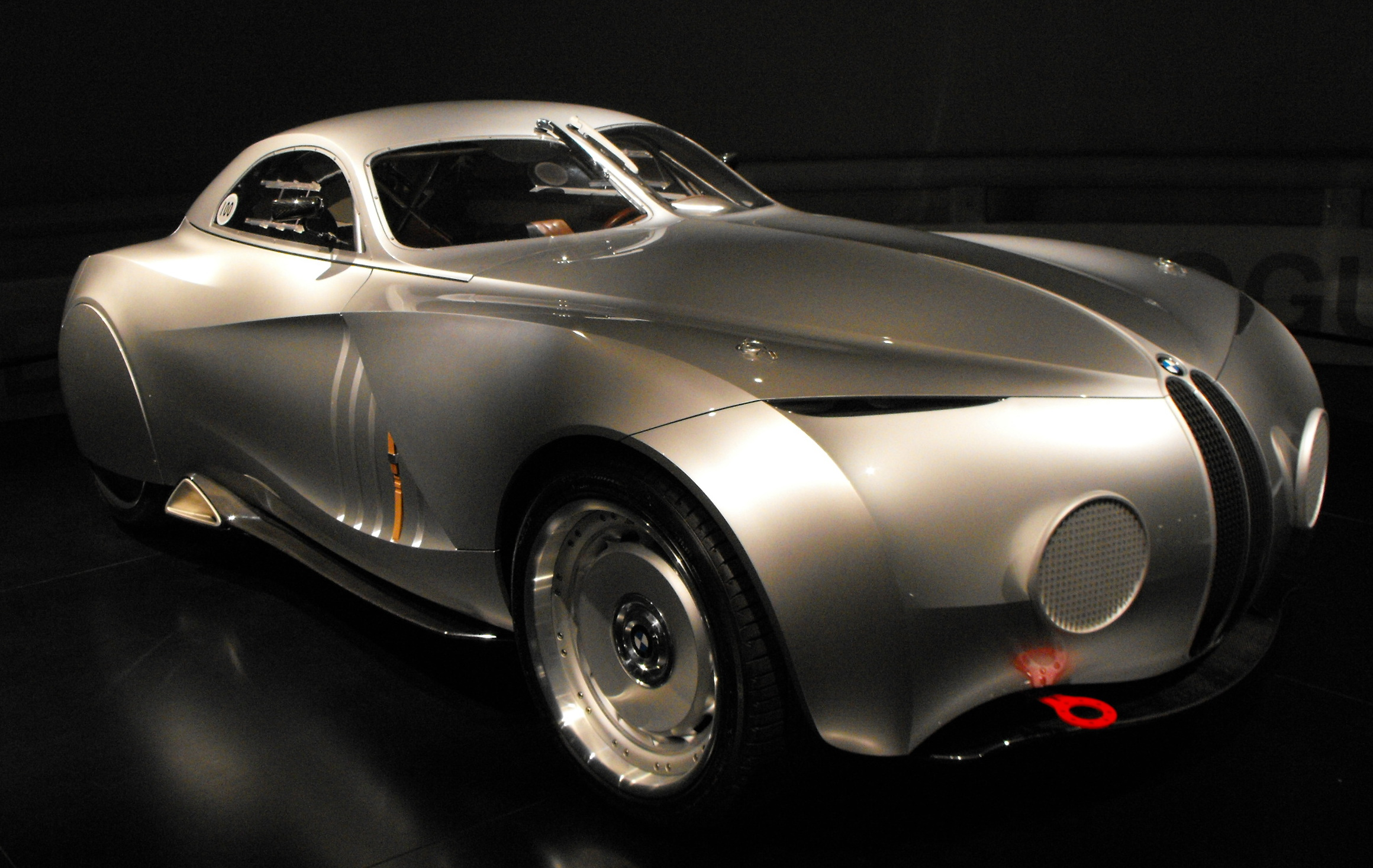
La concept Mille Miglia Coupé

Nello stesso anno, basandosi sulla Z4 M coupé, la BMW presentò la Mille Miglia Coupé Concept. Tale vettura era una reinterpretazione in chiave moderna della BMW 328 che vinse la corsa italiana nel 1940. La carrozzeria della vettura era stata totalmente costruita in alluminio, carbonio e plastica ed era stata posta al di sopra di un telaio tubolare. Il design era stato modellato al computer per offrire la più alta aerodinamicità possibile. L'impianto luci sfruttava la tecnologia LED. L'impianto di scarico era stato rielaborato per migliorare la sonorità del motore.